# زولتسبرگ (ابرالاگوی)
زولتسبرگ (به آلمانی: Sulzberg) یک شهر در آلمان است که در ابرالاگوی واقع شده‌است.